# E Télé 2355
 (novembre 2014).
E Télé 2355 (Eテレ 2355) est une émission de télévision japonaise
de 5 minutes qui est diffusée sur NHK de 23h55 à minuit, du lundi au vendredi.

## Histoire
L'émission est diffusée depuis la fin du mois de mars 2010. Elle a été créée, en même temps qu'un émission intitulée 0655, une autre émission de 5 minutes, diffusée de 6h55 à 7h, par Masahiko Satô, Mitsuko Okamoto et NHK afin de fêter le 51e anniversaire de NHK. L'idée principale de l'émission est de marquer le rythme de la journée pour les Japonais.

## Programme
- Opening Animé (L'animation d'ouverture): C'est toujours la même animation, qui s'appelle "Monsieur 2355, rentre".
- Himékuri Animé (L'animation du jour). Cette partie joue le rôle de faire savoir le jour où nous sommes, et où nous serons le lendemain. Elle est donc une dessin animé du calendrier du jour.
- Kyou no Toby (Toby d'aujourd'hui). Toby est une gobie. Son nom "Toby" vient de son nom japonais "Tobihazé". Dans cette partie, Toby réfléchit sur sa journée.
- 1 minute gallery (La Galerie d'une minute). Cette partie d'une minute montre une performance ou une animation originale qui sont faites par des artistes.
- Oyasumi Song (La chanson de bonne nuit): une partie d'une chanson avec un petit film pour finir le jour tranquillement.
- Yohukashi Friday (La partie spéciale pour vendredi). Comme c'est la fin d'une semaine au travail ou à l'étude, il y a des parties spéciales chaque vendredi. Il y a Yohukashi Workshop pour réfléchir aux petits mystères dans notre vie quotidienne, Gudaguda Animé pour s'amuser en regardant une animation sans être stressé, et Jikken Animé qui est une animation expérimentale.

## Produit dérivé
- 2355/0655 ソングBest! (2355/0655 Song Best!)[4]